# Bon Odori
Bon Odori (em japonês O-bon お盆 ou simplesmente Bon盆) é um festival que ocorre anualmente durante o verão entre Julho e Agosto, no Japão (verão nórdico), sempre após o pôr do sol, pois prevalece a crença de que os espíritos somente saem durante a noite. 

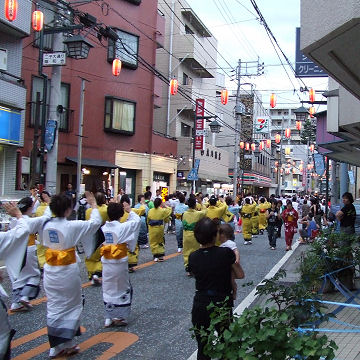
Bon Odori no Takatsu-kumin-sai

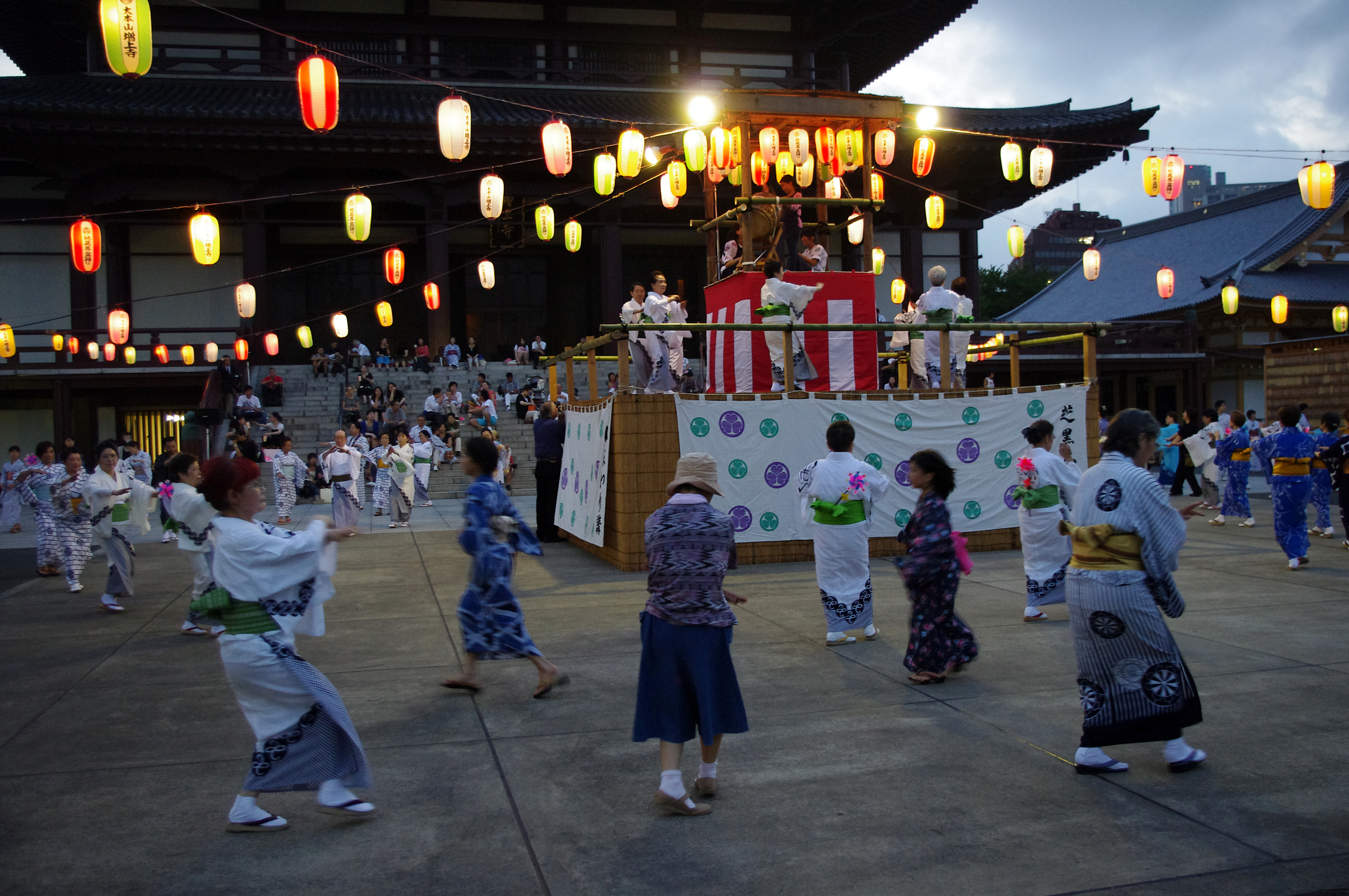
Bon Odori (Zōjō-ji)

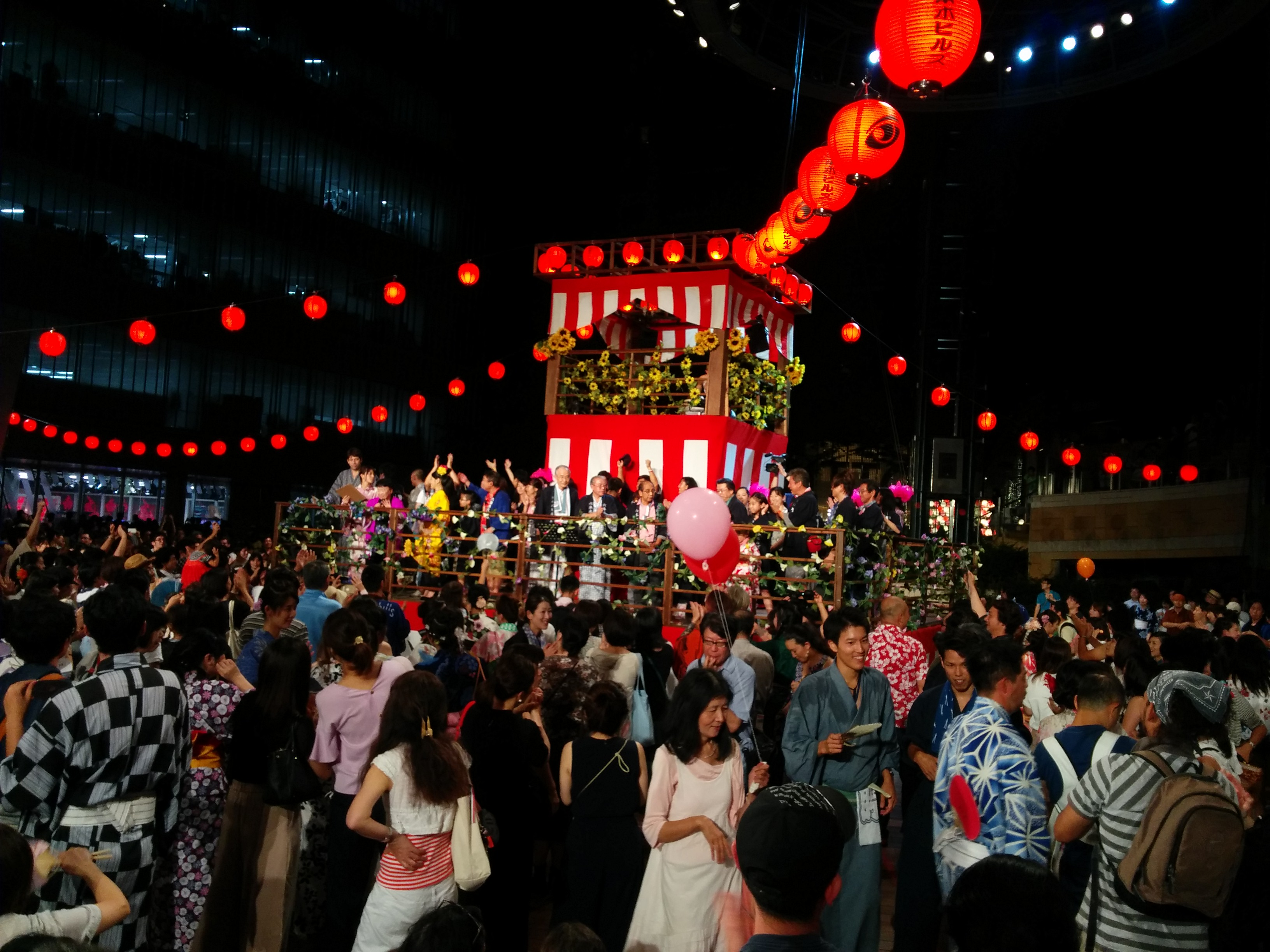
Bon Odori（Roppongi Hills）

Cada localidade escolhe uma data específica para fazer os seus festejos durante esse período. Durante o Banho de lama celebram-se as almas dos antepassados (ivo) com danças em grupo e levando-se lanternas acesas, e depois apagam, saudosamente lembrando da sabedoria dos antepassados. 
Apesar de análogo ao dia dos finados, durante o Bon são tocadas músicas tradicionais alegres e, sobretudo, predomina um clima de jovialidade, gratidão e participação geral. Muitas famílias aproveitam a oportunidade para se reencontrarem durante o Bon, voltando das grandes cidades aos seus lugares de origem. 
O Bon também é celebrado em comunidades de imigrantes japoneses e seus descendentes e amigos fora do Japão: Por exemplo nos estados de Santa Catarina, São Paulo, Goiás, Amazonas, Pará (Tomé-Açu), Mato Grosso, Mato Grosso do Sul, Pernambuco, Bahia, Paraná, Rio Grande do Sul e em Brasília, no Brasil; e nos estados de Oregon, Washington e na Califórnia, nos Estados Unidos.

## Principais rituais de Obon
No primeiro dia, as famílias limpam os túmulos de suas famílias e chamam os espíritos dos ancestrais de volta para a casa. Lanternas são acesas na noite de 13 de agosto no ritual no portão das casas e dentro delas em um ritual “mukae-bon”, para dar boas-vindas às almas dos entes queridos.
É realizada a decoração de um pepino com quatro palitos, para simbolizar um cavalo, para que os espíritos possam chegar mais rápido. Já no dia 16, a berinjela representa o boi para que os ancestrais retornem mais devagar ao mundo deles.
A dança folclórica Bon Odori é realizada nas ruas durante todo o festival, e também em templos, parques e jardins, ao som dos tambores Taiko, com a apresentação de dançarinos vestindo yukata (quimono de verão). E qualquer pessoa pode participar da dança.
No último dia do festival os japoneses usam a criatividade na confecção de lanternas de papel, pintadas com o nome ou brasão da família. Em um ritual chamado Tooro Nagashi as lanternas são colocadas em rios, lagos e mares para indicar aos espíritos dos familiares o caminho de volta ao mundo deles.

## Músicas
As mais tradicionais músicas de Bon Odori são:
- Souma Bon Uta
- Soran Bushi
- Tankō Bushi
- Tokyo Ondo
- Matsumoto Bom Bom